# Gaby Herbstein
Gaby Herbstein (* 3. května 1969, Buenos Aires) je argentinská vizuální umělkyně a fotografka. Její práce byla publikována v časopisech, knihách, na blozích a výstavách po celé Latinské Americe, USA, Rusku, Číně a Japonsku.

## Životopis
Když vyrostla, chtěla být egyptoložkou, ale vzhledem k omezené příležitosti ke studiu takové kariéry v Argentině se místo toho rozhodla studovat cestovní ruch. Během studia cestovního ruchu se připojila k kamarádce ve fotografické třídě a okamžitě se stala závislou. Ještě než dokončila studium, začala pracovat jako fotografka pro velké módní časopisy v Latinské Americe.

### Umělecké projekty
Její první samostatná výstava se konala v nočním klubu v Buenos Aires v roce 1990 a od té doby každoročně vystavuje svoji práci v Argentině i v zahraničí.
Herbstein pravidelně vyrábí a vystavuje osobní projekty zabývající se sociálními a environmentálními problémy. Mezi ně patří:
- Huellas (1999), ve kterém autorka zkoumá identitu původních argentinských žen.[3]
- Heroínas (2000), pocta významným ženám v argentinské historii,[4]
- Huella Ecológica (2009) a La Basura no es Basura (2010) pro nadaci Fundación Azara[5] na environmentální témata.

Pracovala také na čtyřech projektech pro Fundación Huésped, kdy fotografovala argentinské celebrity s cílem zvýšit povědomí o šíření a prevenci viru HIV.
Její první kniha Aves del Paraíso (2009) byla tematicky zaměřena na ptáky, aby zvýšila povědomí o vyhynulých druzích.
V roce 2011 vznikla Herbstein Uno, série obrazů, které představují člověka v jednotě s přírodou.
Estados de Conciencia (2013) byla série fotografií představujících různé stavy vědomí na cestě sebepoznání.
Božská krása (2015). Třináct portrétů dívek ve fotografické eseji na téma Posvátná geometrie.
Projekt Creer para Ver (Believe to See) byl zahájen v roce 2016 a stále probíhá. Multidisciplinární projekt, který šíří hlas 12 duchovních vůdců různých vír, filozofií a kultur z celého světa, podporovaný ONU.
La Diablada (Tanec démonů) (2017), inscenace inspirovaná karnevalovými rituály a andskými tradicemi.

### Ceny a ocenění
- 2017 SRI SRI Award 2017 Nominace na titul vynikající žena v umění.
- Cena CILSA za sociální závazky za rok 2017.
- 2017 Vítězka fotografie Latinské Ameriky a ilustrace (2017) soutěže pro La Diablada (Tanec démonů).
- Cena 2017 pro kreativní ženu 2017 udělená kruhem kreativních žen a univerzitou v Palermu.
- Vítěz 2016 v latinskoamerické fotografii a ilustraci (2016), Phi, od „Divina Belleza“.
- Stříbrná medaile 2015, knihy - výtvarné umění, Prix de la Photographie. Paříž, Francie.
- Zlatá medaile 2015, výtvarné umění (lidé), koncept a fotografie, Prix de la Photographie. Paříž, Francie.
- Cloverova cena 2011, Swarovski. Buenos Aires, Argentina.
- 2009 První Cenu za nejlepší knihu roku na „Aves del Paraíso“ Cámara Argentina de Publicaciones. Buenos Aires, Argentina.
- 2002 Fundación Huésped Award, Buenos Aires, Argentina.

### Móda a reklama
Herbstein pracovala na reklamních kampaních pro řadu značek.